# From This Moment On
Bài hát và cũng là ca khúc nằm trong album Come On Over của Shania Twain phát hành năm 1997.